# Rue de la Régence (Liège)
Ne pas confondre avec la rue de la Régence à Bruxelles
Pour les articles homonymes, voir Rue de la Régence.
La rue de la Régence  est une  artère de la ville de Liège qui relie la place de la République française  au quai Sur-Meuse. La rue fait partie du quartier administratif du centre.

## Localisation
Cette artère plate et rectiligne applique un sens unique de circulation automobile dans le sens quai Sur-Meuse-place de la République française.

## Histoire
La rue de la Régence a été aménagée à partir de 1823 après le comblement d'un bras de la Meuse appelé le biez Saint-Denis. Ce cours d'eau provenait de la Sauvenière qui se scindait en plusieurs bras dont deux principaux en aval de l'ancien Pont d'Île et rejoignait la Meuse près de la Grand Poste (actuelle passerelle Saucy). L'autre bras principal empruntait l'actuelle rue de l'Université.

## Odonymie
L'aménagement de cette rue en 1823 a donc été réalisé quand la Belgique était sous régime hollandais. Pendant cette période, le conseil communal était appelé Conseil de Régence.

## Architecture
La plupart des maisons, de style néo-classique, datent du deuxième quart du XIXe siècle.
Parmi les immeubles les plus remarquables, on peut citer :
- au no 22, immeuble de coin du début du XXe siècle réalisé par A. Snyers[3].
- aux nos 53/55, anciens locaux du journal La Wallonie (actuellement : commissariat de police) : immeuble de coin de style moderniste, réalisé par Joseph Moutschen vers 1936[4].
- au no 61, ancienne Grand Poste de Liège, classée au Patrimoine culturel immobilier de la Wallonie[5].

## Rues adjacentes
- Place de la République française
- Rue Pont d'Île
- Rue de l'Université
- Rue Pont-Thomas
- Rue de l'Étuve
- Rue de la Cathédrale
- Rue Florimont
- Place Cockerill
- Quai Sur-Meuse
- Passerelle Saucy
- Quai Roosevelt